# Orquídeas (álbum)
Orquídeas (estilizado en mayúsculas) es el cuarto álbum de estudio de la cantante estadounidense Kali Uchis. Fue publicado el 12 de enero de 2024 a través de Geffen Records, con las colaboraciones de Peso Pluma, El Alfa, JT de City Girls, Karol G y Rauw Alejandro.
En su primera semana, el álbum logró ventas equivalentes a 69 000 en Estados Unidos, logrando la segunda posición en la lista Billboard 200. Una edición deluxe fue publicado el 9 de agosto del mismo año a través de Capitol Records, donde aparecen cuatro canciones nuevas, incluyendo una remezcla de «Young Rich & in Love» por Kaytranada.

## Antecedentes
Luego de publicar su segundo álbum Sin miedo (del amor y otros demonios), la cantante reveló a Billboard tener preparado dos álbumes, uno en inglés y otro en español. La mayoría de sus canciones fueron grabadas y arregladas en su casa ubicada en Valle de San Fernando, esto entre 2021 y 2022. En septiembre de 2022, fue estrenado como sencillo «No hay ley», de la cual se especulaba su inclusión en el nuevo material.
En julio de 2023, Uchis adelantaba a través de su cuenta de TikTok la publicación del primer sencillo, el spanglish «Muñekita». Publicado unos días después, es una colaboración con El Alfa y JT de City Girls, siendo descrito por Uchis como el inicio de una “nueva era” en su música. En octubre, fue estrenado «Te mata» con su respectivo vídeo musical, abarcando nuevamente las influencias del bolero. La canción fue estrenada en directo durante su presentación en Coachella a comienzos de año.
Un mes después, fue publicado «Labios mordidos» en colaboración con la cantante colombiana Karol G, con su respecto vídeo musical. Esta es su segunda colaboración en el mismo año, con Uchis participando previamente en «Me tengo que ir», del mixtape de Karol G, Mañana será bonito (Bichota Season).

## Música y letras
La introductoria «¿Cómo así?» combina su voz de forma más etérea con sonidos del UK garage, mientras que en sus letras menciona la idea de atrapar a su amante como en un hechizo. En conversación con la revista Billboard, Uchis ha expresado que esa es su canción favorita del álbum. «Me pongo loca» mantiene la influencia de los ritmos de la música house, mientras que sus letras bilingües se hacen más recurrentes, en ocasiones alternando idiomas en medio de una frase. «Igual que un ángel» en colaboración con el cantante mexicano Peso Pluma contiene elementos de synth pop. La propuesta fue sorpresiva para Nir Seroussi, el ejecutivo de Geffen quien ayudó en la comunicación para el dueto. Por su parte, Uchis expresaba haber mandando al cantante tanto esa canción como también «Te mata» para poder colaborar juntos.
Manuel Lara, productor de canciones previas como «Telepatía», rememora un campamento de escritura que tuvo junto a Uchis, Albert Hype, Brandon Cores y otros productores en Acapulco. Allí fue donde surgieron «Te mata», «Tu corazón es mío» y «Labios mordidos». Sobre el bolero «Te mata», Lara comenta que la inspiración proviene de la canción «La tirana» de La Lupe, mientras que el A&R de Uchis, Matt Morris, lo describió como “una progresión natural” de las canciones presentes en Sin miedo. La canción final, «Dame beso/Muévete», combina elementos de un merengue más moderno con un remate bailable de perico ripiao.

## Título
En una entrevista para The Fader, la cantante explicó:
“La orquídea es la flor nacional de Colombia, y tenemos más especies de orquídeas que en cualquier otro lugar del mundo. Siempre me he sentido claramente intrigada y magnetizada por esta flor. Este álbum se inspira en el encanto atemporal, misterioso, místico, impactante, grácil y sensual de la orquídea. Con este vasto alcance de nueva energía, deseo redefinir la forma en que vemos a las latinas en la música”.
—Kali Uchis (2023).

## Lanzamiento
Orquídeas fue lanzado oficialmente el 12 de enero de 2024, a través de Geffen Records. La portada contiene una fotografía de la cantante semidesnuda y cubierta con flores. El fotógrafo, Daniel Sannwald, decidió poner una larga plataforma con plexiglas para poder realizar la sesión con tomas desde abajo. Al momento de realizar el collage, el diseñador Mat Mailand tomó inspiración en la carátula del álbum Lovesexy de Prince.
Horas antes de la publicación, la cantante anunció su embarazo con su actual pareja Don Toliver, presentando un vídeo promocional para las canciones «Tu corazón es mío» y «Diosa». También fue realizado un listening party en Los Ángeles, donde estuvieron presentes Toliver, JT, Peso Pluma y Karol G.

## Lista de canciones
| Edición estándar |                                            |                                                                                          |          |  |
| N.º              | Título                                     | Productor(es)                                                                            | Duración |  |
| 1.               | «¿Cómo así?»                               | Carter Lang · Sounwave                                                                   | 2:49     |  |
| 2.               | «Me pongo loca»                            | Austen Jux-Chandler · P2J · Sammy Soso · Sounwave                                        | 2:57     |  |
| 3.               | «Igual que un ángel» (con Peso Pluma)      | Austen Jux-Chandler · Carter Lang · Dylan Wiggins                                        | 4:20     |  |
| 4.               | «Pensamientos intrusivos»                  | Austen Jux-Chandler · Carter Lang · Sir Nolan · Westen Weiss                             | 3:12     |  |
| 5.               | «Diosa»                                    | Austen Jux-Chandler · P2J · Sammy Soso · Sounwave                                        | 2:36     |  |
| 6.               | «Te mata»                                  | Kali Uchis · Manuel Lara · Josh Crocker · Julián Bernal                                  | 3:52     |  |
| 7.               | «Perdiste»                                 | P2J · Sounwave                                                                           | 2:24     |  |
| 8.               | «Young Rich & in Love»                     | Pasqué · Yakob                                                                           | 3:18     |  |
| 9.               | «Tu corazón es mío»                        | Manuel Lara · Pasqué · Yakob                                                             | 2:45     |  |
| 10.              | «Muñekita» (con El Alfa y JT)              | FABV · Mazzarri                                                                          | 3:39     |  |
| 11.              | «Labios mordidos» (con Karol G)            | Austen Jux-Chandler · Albert Hype · Manuel Lara                                          | 3:15     |  |
| 12.              | «No hay ley, Parte 2» (con Rauw Alejandro) | Kali Uchis · Yakob · Pasqué · Tainy · Ovy On The Drums · El Guincho · Jam City · Geeneus | 3:08     |  |
| 13.              | «Heladito»                                 | Austen Jux-Chandler · Josh Crocker                                                       | 2:24     |  |
| 14.              | «Dame beso/Muévete»                        | Austen Jux-Chandler · Cromo X · Gil Produc · Polo Parra                                  | 3:35     |  |
| 44:14            |                                            |                                                                                          |          |  |

| Orquídeas Parte 2 |                                            |                                               |          |  |
| N.º               | Título                                     | Productor(es)                                 | Duración |  |
| 15.               | «Adicto»                                   | Andy Seltzer · Vicky Farewell                 | 2:52     |  |
| 16.               | «Young, Rich & In Love (Kaytranada Remix)» | Kaytranada                                    | 3:52     |  |
| 17.               | «Simple»                                   | Jeff Hazin · Nick Ferraro · Stacey Shopsowitz | 3:22     |  |
| 18.               | «Como debe ser»                            | Julio Reyes Copello                           | 3:29     |  |
| 57:55             |                                            |                                               |          |  |

Notas
- «Muñekita» contiene una interpolación de «Papi chulo», compuesto por Lorna y El Chombo.[24]
- «Tu corazón es mío» esta estilizada como «Tu corazón es mío…».
- «Dame beso/Muévete» esta estilizada como «Dame beso // Muévete».

## Posicionamiento en listas
| Listas (2024)                           | Mejor posición |
| --------------------------------------- | -------------- |
| Alemania (Offizielle Top 100)           | 47             |
| Bélgica (Ultratop Flandes)              | 25             |
| Bélgica (Ultratop Wallonia)             | 75             |
| Canadá (Canadian Albums)                | 56             |
| España (Top 100 Álbumes)                | 15             |
| Estados Unidos (Billboard 200)          | 2              |
| Estados Unidos (Latin Pop Albums)       | 1              |
| Estados Unidos (Top Latin Albums)       | 1              |
| Francia (SNEP)                          | 41             |
| Lituania (AGATA)                        | 57             |
| Nueva Zelanda (RMNZ)                    | 39             |
| Países Bajos (Album Top 100)            | 34             |
| Portugal (AFP)                          | 33             |
| Reino Unido (UK Albums)                 | 99             |
| Reino Unido (UK Hip Hop and R&B Albums) | 5              |
| Suiza (Schweizer Hitparade)             | 13             |

| Listas (2024)                     | Posición |
| --------------------------------- | -------- |
| Estados Unidos (Latin Pop Albums) | 1        |
| Estados Unidos (Top Latin Albums) | 11       |